# 孔承恭
孔承恭（929年—990年），字光祖，京兆万年（今陕西省西安市）人，定籍河南，五代十国至北宋官员，孔子四十三代孙，孔戡五世孙。
后晋时，孔承恭以恩荫授秘书省正字，历温县、安丰县主簿。北宋初年，王審琦節制壽春，以孔承恭名家子，奏攝節度推官。由节度推官調補鄭州錄事參軍，入為大理寺丞，因献宫词引喻不当免官。宋太宗即位，以赦免复授旧官，监西京酒曲，岁增课六千万。转任大理正，议狱平允，擢库部员外郎，判大理少卿事。端拱三年，以兵部郎中为太常少卿。皇帝下诏与徐铉刊正道书。因病求解官，授将作监致仕。他年轻时疏纵，上了年纪折节自励。信奉佛教，多吃蔬食，所得俸禄，大半以给僧人，人多言其迂阔。曾经劝皇帝勿杀人。